# Crisanci de Sardes
Crisanci de Sardes (grec antic: Χρυσάνθιος, Khrusánthios), va ser un filòsof neoplatònic, mestre de l'emperador Julià i d'Eunapi. Nascut a Sardes (Lídia) devers el 310 dC, va morir el 390. Es coneix la seva biografia a través de l'obra d'Eunapi, la Vida dels filòsofs i dels sofistes.
Era de família aristocràtica, net d'Innocenci, autor d'importants obres jurídiques en grec i llatí. No va conèixer el seu pare, car va morir quan Crisanzi va néixer. Va estudiar a Pèrgam amb Edesi, deixeble de Iàmblic, on va aprendre no només la filosofia de Plató i d'Aristòtil, sinó també retòrica i totes les branques de l'endevinació. Eunapi deia d'ell que més aviat "veia" els successos futurs, més que endevinar-los o predir-los, com si convisqués amb els déus que li explicaven el que passaria.
Cap al 350 va ser cridat, juntament amb Eusebi de Mindos, per a fer-se càrrec de l'educació filosòfica de Julià. Més endavant, quan Julià ja era emperador, va ser cridat a la cort juntament amb Màxim d'Efes. Però abans d'iniciar el viatge Crisanci va consultar els oracles, que se li van mostrar desfavorables. Llavors va decidir no viatjar.
A pesar d'això, l'emperador va nomenar Crisanci i la seva dona grans sacerdots de Lídia. Diu el seu biògraf, que com que Crisanci coneixia el que havia de passar, és a dir, la mort de Julià i el triomf del cristianisme, no va edificar cap temple ni es va mostrar dur amb els cristians, tot i que era una persona de conviccions fermament paganes. Amb l'ascens del cristianisme es va retirar a casa seva.
Crisanci va viure fins a una edat avançada, superant els 80 anys, preocupant-se només d'assumptes casolans. Feia una dieta senzilla, i mai va menjar carn. Orava als déus amb devoció i mai va descuidar la lectura dels autors antics, que podia citar de memòria. Va escriure nombroses obres, de les que no n'ha quedat cap.